# Lycaeides italapulchra
Lycaeides italapulchra är en fjärilsart som beskrevs av Ruggero Verity 1946. Lycaeides italapulchra ingår i släktet Lycaeides och familjen juvelvingar. Inga underarter finns listade i Catalogue of Life.